# Miocardiopatia de takotsubo
A miocardiopatia de takotsubo, também conhecida como miocardiopatia do estresse, é um tipo de miocardiopatia não isquêmica em que há um enfraquecimento repentino e temporário do miocárdio. O enfraquecimento pode ocorrer devido a estresse emocional, como a morte de um ente querido, o término de um relacionamento ou ansiedade constante. Por isto, um dos nomes comuns dados à doença é Síndrome do Coração Partido. Hoje, a cardiomiopatia do estresse é reconhecida como causa de insuficiência cardíaca aguda, arritmias ventriculares letais e rotura cardíaca.
O nome "takotsubo" vem de uma palavra em japonês para um tipo de armadilha de polvos, devido ao formato em que se dispõe o ventrículo esquerdo na doença.